# Oakham (Massachusetts)
Oakham es un pueblo ubicado en el condado de Worcester en el estado estadounidense de Massachusetts. En el Censo de 2010 tenía una población de 1.902 habitantes y una densidad poblacional de 34,61 personas por km².

## Geografía
Oakham se encuentra ubicado en las coordenadas 42°21′3″N 72°2′39″O / 42.35083, -72.04417. Según la Oficina del Censo de los Estados Unidos, Oakham tiene una superficie total de 54.96 km², de la cual 53.95 km² corresponden a tierra firme y (1.83%) 1.01 km² es agua.

## Demografía
Según el censo de 2010, había 1.902 personas residiendo en Oakham. La densidad de población era de 34,61 hab./km². De los 1.902 habitantes, Oakham estaba compuesto por el 97.58% blancos, el 0.63% eran afroamericanos, el 0% eran amerindios, el 0.42% eran asiáticos, el 0.05% eran isleños del Pacífico, el 0.26% eran de otras razas y el 1.05% pertenecían a dos o más razas. Del total de la población el 2.42% eran hispanos o latinos de cualquier raza.